# Frechas
Frechas ist eine Kleinstadt (Vila) und Gemeinde im Norden Portugals. Regional bedeutend ist die Feira dos Ramos, ein zweitägiger Markt mit Volksfest, der alljährlich zum Palmsonntag hier stattfindet.

## Geschichte
Funde belegen eine vorgeschichtliche Besiedlung, auch keltische, römische und arabische Spuren fand man. Der Ortsname ist vermutlich keltiberischen Ursprungs.
Der heutige Ort entstand vermutlich mit der Besiedlungspolitik im Verlauf der mittelalterlichen Reconquista. Frechas erhielt irgendwann nach der Entstehung des unabhängigen Königreich Portugals (1139) erste Stadtrechte, die König D. Manuel 1513 erneuerte.
Frechas blieb Sitz eines eigenen Kreises bis zu den Verwaltungsreformen nach der Liberalen Revolution ab 1821 und dem folgenden Miguelistenkrieg 1834. Danach wurde der Kreis Frechas aufgelöst, seither ist es eine Gemeinde des Kreises Mirandela. 1936 wurde die Gemeinde Vale de Sancha aufgelöst und Frechas angegliedert.
1905 erreichte die Eisenbahnstrecke Linha do Tua die Gemeinde, die mit den Bahnhöfen Cachão und Frechas gleich zwei Haltepunkte erhielt.

## Verwaltung
Frechas ist Sitz der gleichnamigen Gemeinde (Freguesia) im Kreis (Concelho) von Mirandela im Distrikt Bragança. In ihr leben 732 Einwohner auf einer Fläche von 19 km² (Stand 19. April 2021).
Folgende Ortschaften und Plätze liegen im Gemeindegebiet:
- Azenha do Areal
- Cachão
- Cachão Velho
- Casa Florestal
- Frechas
- Latadas
- Vale de Sancha